# 戦国ダンス STEP ON THE WARRIOR
『戦国ダンス STEP ON THE WARRIOR』（せんごくダンス ステップ・オン・ザ・ウォーリアー）は、古瀬舞による日本の戦国時代ノベル作品。2014年にはPV化、2019年7月にはあしたのヤングジャンプにて小坂まりこによる漫画化もされている。

## あらすじ
時は戦国、乱世の時代。うつけ者と呼ばれる織田信長が治める尾張の国に今川義元の大軍が今にも攻め入ろうとしていた。
舞台は変わり現代では、恋に積極的な女子高生・豊臣サリナが想い人ミチルに振られ意気消失してしまい、嵐で増水した川にそのまま流されてしまった。気がつくとそこは戦国時代。しかしそこで見たのはポルトガルより伝来した呪術ダンスでの戦であった。サリナは自分の知る歴史との違いに戸惑いつつも、生き抜く為に必死にダンスを編み出し協力な敵を打ち破ってゆく。そんなある日、サリナはミチルと瓜二つの少女に出会う。

## 登場人物
豊臣サリナ
声 - 入江麻衣子
本作の主人公。戦国時代にタイムスリップしてしまった恋に積極的な女子高生。
細川幽斎
声 - 木下鈴奈
室町最後の後継者である足利義昭 に仕える武将。光秀に心を奪われている。
足利義昭
声 - 羽根光祐
京の都で足利家の再興を図る室町時代 最後の後継者。
明智光秀
声 - 仲川いずみ
サリナを振ったミチルに瓜２つの少女。
今川義元
声 - 武田直人
駿河、遠江、山河を治める大名。天下統一への足掛かりとして尾張に攻め込んでゆく。
徳川家康
声 - 鳴海なのか
義兄に人質として囚われつつ天下取りへ静かに野望を燃やしている。
森蘭丸
声 - 尚
織田家に仕えるくのいち(女忍者)。仕事熱心で真面目だが、サリナにいつも振り回されている。
濃姫
声 - 水川秋穂
礼節を重んじる信長の妹。マイペースであり天然である。
織田信長
声 - 相良イツキ
尾張の国をおさめる、調子のよい荒くれもの。
松永久秀
声 - 高木章裕
計略により日本を裏から操ろうとする影の支配者。
斉藤義龍
声 - 成澤卓
父・斉藤道三の跡を継ぎ、美濃を治める武将。
服部半蔵
声 - 未帆
主君・義兄と家康との狭間で揺れるエリートくのいち。

## 書誌情報
- 小坂まりこ『まんてん・いろは小町』小学館〈ちゃおコミックス〉など。